# Petrovsk
Petrovsk (în rusă Петровск) este un oraș din regiunea Saratov, Federația Rusă. Are o populație de 26.329 locuitori.

## Personalități născute aici
- Viktor Knușevițki (1906 - 1972), compozitor.